# Canottaggio ai Giochi della II Olimpiade - Otto maschile
La gara di otto maschile di canottaggio della II Olimpiade si tenne il 25 e il 26 agosto 1900.

## Semifinali
Semifinale 1
| Pos. | Nazione     | Atleti | Tempo  |
| ---- | ----------- | --- | ------ |
| 1    | Paesi Bassi | François Brandt, Johannes van Dijk, Roelof Klein, Ruurd Leegstra, Walter Middelberg, Hendrik Offerhaus, Walter Thijssen, Henricus Tromp e Hermanus Brockmann            | 4:59.2 |
| 2    | Belgio      | Jules De Bisschop, Prosper Bruggeman, Oscar Dessomville, Oscar De Cock, Maurice Hemelsoet, Marcel Van Crombrugge, Frank Odberg, Maurice Verdonck e Alfred Van Landeghem | 5:00.2 |
| 3    | Germania    | Gustav Goßler, Oskar Goßler, Ernst Jencquel, Edgar Katzenstein, Walther Katzenstein, Theodor Laurezzari, Waldemar Tietgens, Arthur Warncke e Alexander Gleichmann       | 5:04.8 |

Semifinale 2
| Pos. | Nazione     | Atleti | Tempo  |
| ---- | ----------- | --- | ------ |
| 1    | Stati Uniti | William Carr, Harry DeBaecke, John Exley, John Geiger, Edwin Hedley, James Juvenal, Roscoe Lockwood, Edward Marsh e Louis Abell | 5:15.4 |
| -    | Francia     | Carton, Chantriaux, Cocuet, Demaré, Dorlia, Guilbert, Lucien Martinet, Waleff e timoniere sconosciuto                           | DNF    |

### Finale
| Posizione | Paese       | Atleti | Tempo  |
| --------- | ----------- | --- | ------ |
|           | Stati Uniti | William Carr, Harry DeBaecke, John Exley, John Geiger, Edwin Hedley, James Juvenal, Roscoe Lockwood, Edward Marsh e Louis Abell                                         | 6:07.8 |
|           | Belgio      | Jules De Bisschop, Prosper Bruggeman, Oscar Dessomville, Oscar De Cock, Maurice Hemelsoet, Marcel Van Crombrugge, Frank Odberg, Maurice Verdonck e Alfred Van Landeghem | 6:13.8 |
|           | Paesi Bassi | François Brandt, Johannes van Dijk, Roelof Klein, Ruurd Leegstra, Walter Middelberg, Hendrik Offerhaus, Walter Thijssen, Henricus Tromp e Hermanus Brockmann            | 6:23.0 |
| 4         | Germania    | Gustav Goßler, Oskar Goßler, Ernst Jencquel, Edgar Katzenstein, Walther Katzenstein, Theodor Laurezzari, Waldemar Tietgens, Arthur Warncke e timoniere sconosciuto      | 6:33.0 |